# Цейсс, Хайнц
Хайнрих (Хайнц) Цейсс (12 июля 1888 года, Франкфурт-на-Майне, Германия — 23 марта 1949 года, Владимир, Советский Союз) — немецкий и советский врач, эпидемиолог, гигиенист.

## Биография
Хайнц Цейсс изучал медицину в Марбурге, Гейдельберге, Фрайбурге, Берлине и Мюнхене. В 1912 году защитил докторскую диссертацию во Фрайбурге. Работал с 1912 по 1913 годы в качестве врача-ассистента в институте гигиены в Гиссене.
В 1914 года был ординатором запаса и принимал участие в Первой мировой войне. С 1914 по 1921 год он был ассистентом профессора Петера Мюленца в Гамбургском институте морской и тропической гигиены, с 1921 года в порту Гамбурга занимался врачебной практикой. В сентябре 1921 года прибыл в Советскую Россию с экспедицией Германского Красного Креста в качестве заместителя профессора П.Мюленца, возглавившего по поручению правительства Веймарской республики акцию помощи голодающим России.  
В Москве под руководством Цейсса открылась Центральная бактериологическая лаборатория Германского Красного Креста, работа которой выстраивалась в тесном контакте с Наркомздравом. В 1925 году Цейсс основал при Государственном институте народного здравоохранения имени Л.Пастера Всесоюзную микробиологическую коллекцию и в течение первых пяти лет являлся хранителем этого уникального банка живых культур. Принимал участие в экспедициях в Забайкалье и Сибирь — для борьбы с чумой, туберкулезом, сифилисом, занимался исследованиями в области геомедицины. Также Цейсса увлекала история медицины. В 1929 году он начал писать научную биографию И.И.Мечникова (книга вышла в 1932 году в Йене), перевел на немецкий язык «Автобиографические записки» И.М.Сеченова, поместил в немецких журналах несколько статей по истории российской медицины.
Осенью 1930 года Цейсс был уволен с советской службы, а в 1932 году выслан из СССР из-за обвинения в шпионаже. Показания против него были даны в ходе т. н. Процесса по делу интеллектуалов из волжских немцев (Prozess gegen wolgadeutsche Intellektuelle). Современный исследователь М. В. Супотницкий утверждает, что Цейсс был причастен к так называемому «делу микробиологов» (С. В. Коршуна, М. И. Штуцера и других). Якобы он был замечен в передаче штаммов возбудителя туляремии в германские бактериологические институты, однако трудно предположить, что Цейсс мог оставаться на свободе, если ему вменялись такие действия, так как к концу 1931 года процесс по «делу микробиологов» уже был закончен, а обвиняемые осуждены.
Еще в 1924 году Цейсс прошел абилитацию в университете Гамбурга, и в начале ноября 1933 года профессор Цейсс был принят на работу в качестве адъюнкт-профессора на медицинском факультете Берлинского университета, а также назначен заместителем директора Гигиенического института. 
Член НСДАП с 1931 года, в начале января 1932 года вступил в Ассоциацию врачей НСДАП, был доверенным лицом НСДАП на медицинском факультете и членом Консультативного совета по народонаселению и расовой политике Министерства внутренних дел Третьего Рейха.
С началом Второй мировой войны он был призван в армию в качестве военного врача. В 1940—1941 гг. был вовлечен в работу в рамках исследовательского проекта DFG «Экспериментальные исследования тифа», считался «экспертом по биологической войне». В 1942 году назначен директором Санитарно-бактериологического института военно-медицинской академии. В 1943 году Х. Цейсс был избран членом академии «Леопольдина» (по разделу: микробиология и иммунология). К 1944 году в звании генерал-майора медицинской службы возглавлял Институт общей и военной гигиены при Военно-медицинской академии в Берлине.
В сентябре 1945 года он был арестован органами НКВД в своей берлинской квартире. «Постановление о задержании» уже содержало готовую формулу обвинения: «Цайсс с 1921 года до 1932 года находился в служебной командировке в СССР, где вел активную разведывательную работу, для этой цели привлек ряд научных работников».
10 Июля 1948 года был приговорен к 25 годам заключения. Будучи ослабленным из-за своей болезни Паркинсона умер в марте 1949 года в тюремной больнице города Владимира от брюшного тифа или сыпного тифа или казеозной пневмонии.  2 марта 1995 года реабилитирован решением Главной военной прокуратуры на основании закона РФ «О реабилитации жертв политических репрессий».

## Публикации
- A. Härle, Th. Sütterlin, H. Zeiss. Helminthologische Untersuchungen an Moskauer Kindern. Zeitschrift für Hygiene und Infektionskrankheiten. July 1923, Vol. 100, Issue 2, pp 140—154.
- Цейсс А. Л. Перспективы изучения трипанозомиаза (Су-ауру) верблюдов и борьбы с ним на Ю.-В. СССР // Вестник микробиологии и эпидемиологии. — 1926. — Т. 5. — Вып. 4. — С. 308—311.
- Цейсс А. Л. Отчет за первый год существования Всероссийского музея микробиологии // Вестник микробиологии и эпидемиологии. — 1926. — Т. 5. — Вып. 3. — С. 223—225.
- Емелин В. С., Цейсс А. Л. Терапевтическое и профилактическое лечение Наганолем трипанозомоза (Су-ауру) у верблюдов // Вестник микробиологии, эпидемиологии и паразитологии. — 1928. — № 4. — С. 423—429.
- Zeiss, H. Die Pest in Rußland. I. Pestähnliche Lymphdrüsenentzündungen im Wolgadelta 1926 (Tularämie ?). Münch. med. Wschr. 1929, 1137a.
- Zeiss, H. Die Pest in Rußland. II. Die pestähnlichen Seuchen an der Oka und im Ural 1928. Tularämie ? Münch. med. Wschr. 1929 b, 1342.
- Zeiss, H. Die pestähnlichen Lymphdrüsenerkrankungen in Rußland 1876/79 und ihre Beziehungen zur Tularämie in der Sowjetunion 1921/28. Arch. Hyg. (Berl.) 105, 210 (1931).
- Zeiss H. Elias Metschnikow, Leben und Werk. — Jena, 1932. — 196 S.
- Zeiss, H. Die Tularämie in Rußland. (Vorkommen und Forschungen von 1928-31.) Arch. Schiffs-u. Tropenhyg. 36, 345 (1932).
- Zeiss, H. Emil von Behring und die Experimentelle Therapie. Klinische Wochenschrift, March 1935, Volume 14, Issue 12, pp 429—433.
- Zeiss, H. Tularämie. Zbl. Bakt., I. Abt. Orig. 140, 113 (1937).
- Reiner Olzscha, H. Zeiss. Die Epidemiologie und Epidemiographie der Cholera in Rußland. Zeitschrift für Hygiene und Infektionskrankheiten. September 1938, Vol.121, Issue 1, pp 1—26.
- R. Doerr, H. Dold, F. Neufeld, R. Otto, H. Zeiss. Über die bacterieide Wirkung des Naturhonigs. Zeitschrift für Hygiene und Infektionskrankheiten. June 1938, Vol. 120, Issue 5, pp 443—443.